# 8413 Кавакамі
8413 Кавакамі (8413 Kawakami) — астероїд головного поясу, відкритий 9 жовтня 1996 року.
Тіссеранів параметр щодо Юпітера — 3,623.